# Thomas Piketty
Thomas Piketty (* 7. května 1971 Clichy) je francouzský ekonom, který se věnuje zejména tématům distribuce bohatství a příjmové nerovnosti. Je profesorem KDE (directeur d'études) na École des hautes études en sciences sociales a na École d'économie de Paris. Jeho nejznámější knihou je Kapitál v 21. století (Le Capital au XXIe siècle) z roku 2013, která probírá témata jeho práce v oblasti koncentrace a distribuce bohatství za posledních 250 let. Piketty v knize tvrdí, že míra návratnosti kapitálu ve vyspělých zemích je trvalé vyšší, než míra ekonomického růstu, což v budoucnu způsobí nerovnost bohatství. K řešení tohoto problému Piketty navrhuje přerozdělování bohatství prostřednictvím progresivní celosvětové daně.

## Biografie
Piketty se narodil 7. května 1971 ve francouzském městě Clichy, Hauts-de-Seine. Jeho rodiče byli zapleteni s trockisty, rovněž byli zapojeni do pařížských květnových studentských protestů v roce 1968, nicméně se od těchto názorů distancovali ještě před Pikettyho narozením (návštěva Sovětského svazu v roce 1991 utvrdila Pikettyho víru v kapitalismus, soukromé vlastnictví a trh).Po maturitě zaměřené na přírodní vědy nastoupil Piketty v 18 letech na École Normale Supérieure, kde studoval matematiku a ekonomii. Ve věku 22 let získal PhD za svou práci na téma přerozdělování příjmu a bohatství, kterou pod vedením Rogera Guesneria napsal na London School of Economics and Political Science a pařížské École des hautes études en sciences sociales. Za svou myšlenku v disertační práci Piketty vyhrál cenu Francouzské ekonomické asociace za nejlepší myšlenku roku.
Po obdržení titulu PhD vyučoval Piketty mezi lety 1993–1995 na katedře ekonomie na MIT. V roce 1995 se jako výzkumník přidal k francouzskému Národnímu výzkumnému centru, o 5 let později se stal profesorem na EHESS.
V roce 2002 Piketty vyhrál cenu nejlepšího francouzského mladého ekonoma, a podle listiny datované k 11. listopadu 2003 je členem vědecky zaměřeného křídla asociace À gauche, en Europe založené Michelem Rocardem a Dominiquem Strauss-Kahnem.
V roce 2006 se stal ředitelem Ekonomické školy v Paříži, o jejíž založení se zasloužil. Školu po několika měsících opustil, aby se mohl věnovat ekonomickému poradenství Ségoléne Royal, kandidátce Socialistické strany, v rámci prezidentské volební kampaně. V roce 2007 se vrátil k výuce na EHESS a Ekonomické škole v Paříži.
Svými sloupky přispívá francouzským novinám Libération, příležitostně píše pro noviny Le Monde.
V dubnu 2012 spolu s dalšími 42 kolegy napsal otevřený dopis kandidátovi na post francouzského prezidenta Francois Hollandovi, kterým mu vyjádřili podporu. V květnu Hollande ve volbách porazil dosavadního prezidenta Nicolase Sarkozyho. Pikettyho Hollandovo vládnutí neohromilo, později ho popsal jako „zoufalé“.
V roce 2013 Piketty získal cenu Yrjö Jahnssona v kategorii ekonom pod 45 let, který významně přispěl teoretickému a aplikovanému výzkumu, který je zásadní pro studium evropské ekonomiky.
V lednu 2015 odmítl (francouzský) Řád čestné legie, protože si – jak sám uvedl – nemyslí, že je úloha vlády, aby rozhodovala o tom, kdo je a není úctyhodný.
2. října 2015 obdržel čestný doktorát od Johannesburské univerzity.
Dne 11. února 2017 bylo oznámeno, že se Piketty připojil ke kampani socialisty Benoita Hamona před druhým kolem prezidentských voleb. Je ve vedení záležitostí EU, konkrétně za TSCG, zatímco Julia Cagé (Pikettyho manželka) je zodpovědná za ekonomickou a fiskální platformu kandidáta. Piketty se domnívá, že TGCM by měl být opět projednán, aby došlo k představení shromáždění eurozóny složené z poslanců evropského parlamentu – „demokratickou vládu“, jak říká, ve srovnání se současným systémem, který považuje za „neveřejný“. Taková změna by ovšem vyžadovala jednomyslné schválení všech europoslanců. Piketty navrhl, že taková změna pravidel může být nutná – pokud země reprezentující 80 % obyvatel EU nebo GDP smlouvu ratifikují, měla by být schválena. Piketty je zastáncem základního a nepodmíněného příjmu, který je jedním z klíčových Hamonových návrhů, ačkoli se jejich názory na věc liší.
V říjnu 2021 Thomas Piketty prohlásil o používané měně ve francouzsky mluvící západní Africe a ve francouzsky mluvící střední Africe „Pokračovat v mluvení v roce 2021 franku CFA, to je forma anomálie“. CFA frank je velmi opovrhovaná měna.

## London School of Economics
Thomas Piketty se stal členem London School of Economics (LSE) v roce 2015. Piketty pokračoval se svým výzkumem v rámci LSE International Inequalities Institute. Jeho ekonomický výzkum se soustředil zejména na nerovnost bohatství a na využití kapitálu ve 21. století. Piketty má s LSE dlouholetý vztah, na počátku devadesátých let na univerzitě ukončil doktorské studium.
Navíc kromě výzkumu Piketty vyučoval absolventy LSE. Jeho přístup k výuce a  výzkumu byl interdisciplinární a byl zapojen do výuky nového magisterského studia v oblasti nerovností a sociálních věd na London School of Economics

## Výzkum
Piketty se zaměřuje na příjmovou nerovnost, ke které přistupuje historicky a statisticky. Jeho práce se zabývá tempem hromadění kapitálu ve vztahu s posledními 200 lety ekonomického růstu (19. století až současnost). Nový způsob zacházení s daňovými záznamy mu umožnil sbírat informace o vrcholné ekonomické elitě,  která dřív nebyla dostatečně prostudována, a zjistit tak, jak rychle se hromadí její bohatství v porovnání se zbytkem společnosti a ekonomiky. Jeho poslední kniha, Kapitál ve dvacátém prvním století, se opírá o ekonomická data sbíraná posledních 250 let, která ukazují, že neustále rostoucí koncentrace bohatství není samoregulační. K řešení tohoto problému Piketty navrhuje přerozdělování prostřednictvím celosvětové progresivní daně z bohatství.

## Studium dlouhodobých ekonomických nerovností
Výzkumný projekt o vysokých příjmech ve Francii vedl ke vzniku knihy Les hauts revenus en France au XXe (Vysoké příjmy ve Francii v 20. století, Grasset, 2001), která byla založena na průzkumu statistik pokrývajících celé 20. století, vyplývajících z dat z finančních služeb (zejména z daňových přiznání). Tuto analýzu rozšířil v nesmírně populární knize Le Capital au XXIe siècle (Kapitál ve 21. století). Studie Emmanuela Sauze a Pikettyho ukazuje, že nejvýše 10 % příjemců získalo v roce 2012 více než polovinu celkového příjmu státu, což je nejvyšší úroveň zaznamenaná od doby, kdy vláda začala shromažďovat příslušné údaje a to před necelými sto lety.

## Výzkum o evoluci nerovností ve Francii
Pikettyho práce ukazuje, že v průběhu 20. století rozdíly v příjmech ve Francii ostře klesly, a to nejvíce po druhé světové válce. Piketty tvrdí, že to bylo způsobeno kvůli snížení nerovností v oblasti nemovitostí, zatímco nerovnosti ve výši mezd zůstaly stabilní. Piketty dále tvrdí, že klesající nerovnost v průběhu tohoto období vyplývá z vysoké progresivní daně po druhé světové válce, která narušila dynamiku akumulace nemovitostí snížením přebytku peněz, způsobeným spořením bohatých.
Piketty z toho vyvozuje, že daňové škrty, které ve Francii probíhají od 90. let minulého století, způsobují snížení finančních prostředků plynoucích z daní bohatých. Daňové škrty tak pomohou při obnově dřívějšího velkého bohatství třídy rentierů (pronajímatelů). Tento trend povede ke vzestupu toho, co Piketty nazývá patrimoniální kapitalismus, ve kterém několik rodin ovládá většinu bohatství.
Pomocí statistického výzkumu Piketty také ukázal, že Lafferův efekt, který tvrdí, že vysoká marginální daňová sazba je pro nejvíce vydělávající spíše pobídkou pracovat méně, byl v případě Francie nepatrný.

## Srovnávací studie
Piketty vypracoval studie, ve kterých porovnával nerovnost v ostatních vyspělých zemích. Ve spolupráci s dalšími ekonomy, zejména s Emmanuelem Saezem, vytvořil statistiky založené na podobných metodách, které použil ve svých výzkumných pracích zkoumajících Francii. Tento výzkum vedl ke zprávám o vývoji nerovností v USA, o ekonomické dynamice v anglicky mluvících zemích a v kontinentální Evropě.  Saez získal prestižní cenu John Bates Clark prize za tuto práci.
Průzkumy ukázaly, že USA po druhé světové válce nejprve prodělaly pokles v ekonomické nerovnosti podobné kontinentální Evropě a anglicky mluvícím zemím, avšak během posledních třiceti let zažily vzrůstající nerovnost.

## Kritika Kuznetsovy křivky
Pikettyho práce byla označována jako zlomová, neboť navazovala na průkopnickou práci Simona Kuznetse z padesátých let dvacátého století. Podle Kuznetse byl dlouhodobý vývoj výdělkových nerovností tvarován jako křivka (Kuznetsova křivka).
Nárůst začal na počátku průmyslové revoluce a později se zmírnil z důvodu přerozdělení pracovní síly z odvětví s nízkou produktivitou, jako je zemědělství, do sektorů s vyšší produktivitou, jako je průmysl.
Podle Pikettyho není tendence, kterou Kuznets pozoroval na počátku padesátých let, nutně výsledkem hluboké ekonomické síly (např. rozšíření se do dalších oblastí nebo efekt technologického pokroku). Spíše klesla hodnota majetků více než mzdové nerovnosti a to z důvodů, které nebyly specificky ekonomické (např. vytvoření daně z příjmů). Následně tento pokles nutně nepřetrvával a ve skutečnosti se v USA za posledních třicet let prudce zvýšily nerovnosti a vrátily se na úroveň třicátých let.

## Další práce
Vedle těchto průzkumů, které tvoří základ jeho práce, publikoval Piketty i v jiných oblastech, často spojených s ekonomickými nerovnostmi. Jeho práce ve školách, například, předpokládá, že rozdíly mezi různými školami, zejména ve třídách, jsou příčinou přetrvávání nerovností v mezích a hospodářství. Publikoval také návrhy na změny ve francouzském důchodovém systému a francouzském daňovém systému. V dokumentu z roku 2018 Piketty míní, že v západním světě byly jak levicové, tak pravicové politické strany v neustálém zajetí „elit“.

## Kapitál ve 21. století
Kapitál ve 21. století, publikovaný v roce 2013, se zaměřuje na nerovnost bohatství a příjmů v Evropě a USA od 18. století. Hlavní myšlenkou této knihy je, že nerovnost není náhodou, ale spíše rysem kapitalismu, který lze změnit pouze státním zásahem. Kniha tedy tvrdí, že dokud nebude kapitalismus reformován, demokratický řád bude ohrožen. Kniha se stala bestsellerem č. 1 v žebříčku The New York Times z 18. května 2014. Piketty navrhl „možný nápravný prostředek: celosvětovou daň z bohatství“. V roce 2014 získal za tuto knihu medaili britské akademie.

## Osobní život
Pikettyho partnerkou byla politička Aurélie Filippetti. V roce 2009 Filippetti podala na Pikettyho žalobu za domácí násilí. Piketty obvinění uznal, na jeho omluvu Filippetti reagovala stažením žaloby.